# DivX
DivX este ca și Xvid sau hdx4 un codec video compatibil MPEG-4 care a fost realizat de Divx Inc. numit înainte DivXNetworks Inc.. Codecul este cunoscut ca fiind capabil să comprime puternic fișiere video la o calitate bună.

## Proveniența
Numele provine de la un sistem american de închiriere de DVD-uri video numit Digital Video Express în anii 1998–2001. Prima versiune s-a bazat pe un codec MPEG-4 spart de la Microsoft și a fost numit Divx de autor. Între timp codecul a fost rescris complet de la zero și astfel este legal (doar numele a rămas).

## Istoria lui DivX
Divx 3.11 și versiuni mai vechi s-au creat prin hacking-ul codecului Microsoft MPEG-4; acesta a fost extras de hackerul francez Jérôme Rota (cu pseudonimul: Gej) dintr-o versiune beta a lui Windows Media Player. Hack-ul modifică codecul Microsoft, astfel încât fișierul video comprimat să fie salvat cu extensia .avi în loc de .asf. 
De asemenea, codecul original suporta doar bitrate-uri de maxim 256 kbs; varianta modificată permitea maxim 6000 kbs.
Firma înființată de Rota cu numele DivXNetworks, Inc., a inventat ulterior o versiune complet nouă pentru a nu încălca drepturile de autor. Noul codec a fost patentat în USA.
Codecul actual în versiune 7 este disponibil pentru Windows 2000, Windows XP și MacOS și poate fi downlodat de pe site-ul lor .

## Compresia
Un film pe video-DVD este 6-8 GB, prin compresie divx se poate micșora pe un CD-ROM de 650-700 MB. Calitatea la bitrate-uri de 650-1000 kbs este încă mare, dar scenele cu multă mișcare pot apărea artefacte de compresie. Deci un film cu calitate mare ar fi indicat să aibă minim 1200 kbs.
Prin dezvoltarea constantă a codecului de la versiunea 4 se suportă codare multipass cu bitrate variabil. La codarea multipass (cu mai multe treceri, parcurgeri), la prima trecere se analizează fișierul original privind complexitatea imaginilor (frame-uri); în următoarele treceri (de obicei doar una), se realizează fișierul final. Astfel se alocă un bitrate mai mare la scene mai rapide și complexe, iar la cele calme bitrate mai mic.
Alte perfecționări ulterioare au fost Quarterpixel și Global Motion Compensation, care permit la aceași calitate o reducere a dimensiunii fișierului.
Reușita acestui codec a crescut așa de mult în ultimii ani încât s-au creat și playere DVD care să poată reda acest format, și chiar camere digitale care să înregistreze în acest format.

## Critică
Codecul nu este disponibil liber la nivel de cod ( open-source ) deci viitorul său e necunoscut, chiar dacă oferă compresie bună.

## Alte resurse
1. Site-ul oficial la http://www.divx.com